# Herisau
Herisau es una ciudad y comuna suiza, capital del cantón de Appenzell Rodas Exteriores. Es la sede del parlamento y de la administración cantonales.

## Historia
Herisau fue mencionada por primera vez en el año 837, su iglesia en 907. En 1084 Herisau fue destruida por las batallas que azotaban el monasterio de San Galo. En 1248 y 1249 el pueblo fue destruido una vez más, esta vez por el monasterio que instauró un régimen monárquico en la región. En 1401, Herisau entró a formar parte de la alianza de Appenzell.
Durante la Reforma Herisau se adhirió a la misma, por lo que actualmente se encuentra en el cantón de Appenzell Rodas Exteriores (recordemos que el cantón de Appenzell se dividió en dos semicantones a causa de las diferencias religiosas).
En 1648, la actual comuna de Schwellbrunn se separó de Herisau; en 1719 Waldstatt sigue el ejemplo y se independiza. Entre 1798 y 1803, durante la llamada República Helvética, Herisau fue la capital del cantón de Säntis.
Herisau fue declarada la Ciudad de los Alpes en 2003.

## Geografía
La ciudad limita al norte con las comunas de Gossau (SG) y San Galo (SG), al este con Stein, al sur con Hundwil, Waldstatt y Schwellbrunn, y al oeste con Degersheim (SG) y Flawil (SG). La comuna también cuenta con algunas localidades: Nieschberg, Ramsen, Saum, Schachen, Schochenberg, Schwänberg y Wilen.

## Economía
La ciudad está localizada en la parte centro oriental de Suiza, lo que significó ser un gran centro de paso y de comercio.

## Administración cantonal

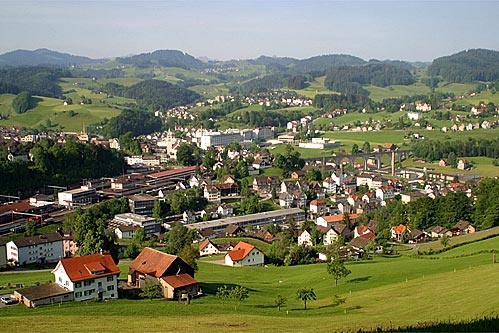
Vista de Herisau.

Aunque Herisau sea la capital del cantón de Appenzell Rodas Exteriores, el sistema judicial y de seguridad se encuentran en Trogen.

## Transportes
Ferrocarril
Cuenta con una estación en la que efectúan parada trenes de larga distancia, regionales y de cercanías pertenecientes a la red S-Bahn San Galo.

## Personalidades
- Robert Walser (1878-1956), escritor.
- Johannes Baumann, consejero federal y presidente de la confederación (1934–1940).
- Jürg Frischkencht, periodista y escritor.
- Hans-Rudolf Merz, consejero federal (desde 2004).
- Markus Zürcher, artista.
- Paul Giger, violinista y compositor.